# Boku no Hatsukoi o Kimi ni Sasagu
Boku no Hatsukoi o Kimi ni Sasagu (僕の初恋をキミに捧ぐ lit. Te di mi primer amor?) es una película japonesa de romance y drama, basada en el manga homónimo de Kotomi Aoki. Fue estrenada el 24 de octubre de 2009 en los cines de Japón. La historia gira en torno a Takuma Kakinouchi, un muchacho al que se le informa que morirá antes de que cumpla los 20 años, y Mayu Taneda, una joven que está enamorada de él.
Fue dirigida por Takehiko Shinjo y protagonizada por el actor Masaki Okada y la actriz Mao Inoue, quien interpretó el papel de Makino Tsukushi en el drama televisivo y adaptación cinematográfica de Hana yori dango. La canción principal fue interpretada por el cantante japonés Ken Hirai.

## Reparto
- Mao Inoue como Mayu Taneda, hija del médico de Takuma, el Dr. Takahito Taneda.
- Masaki Okada como Takuma Kakinouchi, quien sufre de una enfermedad cardíaca.
- Tetta Sugimoto como Minoru Kakinouchi, el padre de Takuma.
- Yoko Moriguchi como Ryoko Kakinouchi, la madre de Takuma.
- Natsuki Harada como Teru Uehara, paciente y compañera de Takuma que padece la misma enfermedad; se hizo amiga de los dos niños durante una de las estadías de Takuma en el hospital.
- Yoshihiko Hosoda como Kou Suzuya.
- Keiko Horiuchi como Yoshimi Suzuya, la madre de Kou.
- Yuki Terada como Yoko Tamura, compañera de cuarto y amiga de Sae en la escuela secundaria.